# HŽ serija 1061
HŽ serija 1061 (izvorna numeracija JŽ 362, nadimak Žutka) je električna lokomotiva Hrvatskih željeznica sustava napajanja 3 kV. Lokomotive je između 1960. i 1969. godine izgradila talijanska tvrtka Ansaldo za potrebe tadašnjih Jugoslavenskih željeznica.
Nakon izmjene sustava električne vuče na primorsko-goranskim prugama na izmjenični napon 25 kV 50 Hz u prosincu 2012., sve lokomotive serije HŽ 1061 povučene su iz aktivne službe.
Lokomotive iste serije nalazile su se i u posjedu Slovenskih željeznica, gdje su iz prometa povučene u srpnju 2009. godine.

## Povijest

### Jugoslavenske željeznice
Godine 1956. Generalna direkcija Jugoslavenskih željeznica u svojim je planovima predvidjela porast prijevoza na željezničkoj pruzi Rijeka – Zagreb, čija je elektrifikacija započela četiri godine ranije. Raspisan je natječaj za novu seriju električnih lokomotiva, koje će odgovarati rastućim zahtjevima u eksploataciji. Odlukom Generalne direkcije izabrana je šesteroosovinska lokomotiva talijanske tvrtke Ansaldo snage 2640 kW. Lokomotive serije JŽ 362 razvijene su na osnovi serije E646 koju je tvrtka Ansaldo izgradila za potrebe Talijanskih željeznica, dok je vanjski oblik sanduka preuzet od starije serije lokomotiva oznake E636. Proizvodnja serije E646 započela je još 1958. godine, a do 1967. izgrađeno je ukupno 198 jedinica, koje su pretežito korištene za vuču teretnih vlakova. U odnosu na električnu lokomotivu serije JŽ 341 nabavljenu 1955. godine, lokomotive nove serije JŽ 362 bile su gotovo dvostruko snažnije, a zahvaljujući svojoj robusnoj konstrukciji uspješno su savladavale vučne zadaće na najzahtjevnijim dionicama brdskih pruga.
Između 1960. i 1967. u pogonima tvrtke Ansaldo u Genovi proizvedeno je ukupno četrdeset lokomotiva osnovne podserije 362.0, koje su isporučene Jugoslavenskim željeznicama. Prvih 19 jedinica, čija je proizvodnja dovršena 1964. godine, pripalo je ŽTP-u Zagreb, dok je preostalih 21 lokomotiva u posjedu ŽG Ljubljana. Krajem 1960-ih godina za potrebe ŽTP-a Zagreb naručeno je dodatnih deset lokomotiva nove podserije 361.1, koje su isporučene 1968. i 1969. godine. Lokomotive podserije 362.1 bile su duže i masivnije te su na njima otklonjeni neki nedostaci uočeni tijekom eksploatacije lokomotiva osnovne podserije.
Prva lokomotiva serije JŽ 362 u posjedu ŽTP-a Zagreb preuzeta je u 21. studenog 1960. godine te je odmah uključena u promet na dionicama željezničkih pruga gdje je izvedena elektrifikacija.
Nakon dovršetka elektrifikacije krajem 1966. godine, lokomotive serije 362 korištene su za vuču svih vrsta vlakova na pruzi Zagreb – Rijeka, kao i za vuču teretnih vlakova na pruzi Škrljevo – Bakar. Željeznička pruga Rijeka – Šapjane, iako se nalazila na tlu Hrvatske, službeno je bila u sastavu mreže ŽG Ljubljana te su tamo vuču obavljale lokomotive u ljubljanskom posjedu.
Nakon što je 1985. godine na dionici od Zagreba do Moravica izmijenjen sustav napajanja na izmjenični napon 25 kV, lokomotive serije 362 nastavljale su obavljati vuču na dionici pruge od Moravica do Rijeke, koja je i dalje bila elektrificirana istosmjernim naponom 3 kV. S obzirom na to da je bila predviđena daljnja izmjena sustava električne vuče na preostalim prugama s istosmjernom elektrifikacijom u sastavu mreže zagrebačkog ŽTP-a, javila se potreba za pregradbom lokomotiva serije 362, kako bi mogle nastaviti eksploataciju pod novim sustavom napajanja. Tijekom 1986. godine na dvije oštećene lokomotive serije 362 u radionici TŽV Gredelj je prema idejnom rješenju Službe za vučna vozila ŽTP Zagreb započeta rekonstrukcija, u sklopu koje će biti ugrađena elektrooprema prilagođena izmjeničnom sustavu napajanja napona 25 kV 50 Hz. Na taj je način nastala je nova serija lokomotiva JŽ 462, koja je kasnije renumerirana u HŽ 1161.

### Hrvatske željeznice
Hrvatske željeznice naslijedile su od bivšeg ŽTP-a Zagreb ukupno 29 lokomotiva serije JŽ 362, kojima je dodijeljena brojčana oznaka HŽ 1061. U ljeto 1991., nakon što je Hrvatsko željezničko poduzeće preuzelo željezničku prugu Rijeka – Šapjane, četiri lokomotive izvorno u posjedu ŽG Ljubljana pripale su Hrvatskim željeznicama. Tri lokomotive serije JŽ 362 službeno su dodijeljene Hrvatskim željeznicama, međutim nikad nisu uvrštene u aktivni vozni park pod novom numeracijom. Sve 33 lokomotive serije HŽ 1061 dodijeljene su jedinici za vuču vlakova Rijeka.
1990-ih godina, nakon tridesetogodišnje eksploatacije, stupanj imobilizacije lokomotiva serije HŽ 1061 bio je velik, a zbog zastarjelosti tehničkih rješenja i nemogućnosti nabave odgovarajućih zamjenskih dijelova, održavanje je bilo znatno otežano. Stoga je deset lokomotiva upućeno na modernizaciju, gdje su zastarjeli dijelovi opreme zamijenjeni suvremenim sastavnicama. Nositelj projekta modernizacije bila je tvrtka Končar elektrolokomotive u suradnji s radionicom TŽV Gredelj. U sklopu rekonstrukcije zamijenjena je kompletna niskonaponska oprema lokomotive, a u upravljačnici je izveden niz zahvata kojima su osiguravani bolji radni uvjeti strojnog osoblja. Pored ugradbe suvremenih upravljačkih stolova s mjernim instrumentima, tipkalima i prekidačima, upravljačnice su opremljene rashladnim uređajima te novim tipom grijalice koja istovremeno odmagljuje prozore kabine. Ugrađena je nova krovna oprema, postojeći visokonaponski kablovi zamijenjeni su bakrenim sabirnicama na potpornim izolatorima, a umjesto izvornih škarastih pantografa ugrađeni su suvremeni laktasti oduzimači struje. Od sigurnosne opreme, lokomotive su opremljene autostop uređajem, budnikom, strujnim stabilizatorom za brzinomjer te uređajem za podmazivanje vijenca bandaža. Na tri lokomotive u sklopu modernizacije odrađena je i temeljita rekonstrukcija sanduka i upravljačnice u svrhu daljnjeg poboljšanja uvjeta rada strojnog osoblja. Rekonstruirane jedinice znatno se razlikuju od osnovne izvedbe serije 1061 te vanjskim izgledom u velikoj mjeri podsjećaju na lokomotive serije HŽ 1161.
Nakon modernizacije dijela lokomotiva serije HŽ 1061, uslijedit će smanjenje flote lokomotiva koje su preostale u izvornom izdanju. Između 1994. i 2003. otpisano je šest lokomotiva podserije 1061.0. Četiri lokomotive su izrezane, dok su dvije jedinice prodane Italiji te su u radionici TŽV Gredelj modernizirane u izvedbu E660. U posjedu HŽ Vuče vlakova preostale su 23 lokomotive serije HŽ 1061, koje su korištene za vuču putničkih i teretnih vlakova na željezničkim pravcima Rijeka – Moravice i Rijeka – Šapjane, kao i za teretnu vuču na željezničkoj pruzi Škrljevo – Bakar. Tijekom zadnjih godina eksploatacije, zbog opće dotrajalosti lokomotiva nakon više milijuna prijeđenih kilometara, brojčano stanje aktivnih lokomotiva bilo je znatno manje te je u voznom stanju preostalo svega desetak vučnih jedinica.
Konačan kraj serije 1061 nakon više od pet desetljeća službe na hrvatskim prugama uslijedio je u prosincu 2012. izmjenom sustava električne vuče na preostalim dionicama pruga koje su bile elektrificirane istosmjernim naponom 3 kV. Posljednju vožnju na mreži Hrvatskih željeznica 16. prosinca 2012. godine odradila je lokomotiva brojčane oznake 1061 011, nakon čega je aktiviran izmjenični sustav napajanja napona 25 kV 50 Hz, a vuču vlakova na primorsko-goranskim prugama preuzele su lokomotive serije HŽ 1141 i HŽ 1142.
Nakon prijelaza na novi sustav napajanja sve lokomotive serije HŽ 1061 povučene su iz aktivne službe te od tada čekaju odluku o otpisu ili mogućoj prodaji. Početkom 2019. najavljeno je rezanje ovih lokomotiva te je 12. veljače 2019. izrezana prva lokomotiva ove serije, 1061 108.

## Tehničke značajke
Lokomotive ove serije raspolažu sa šest vučnih motora snage 440 kW te razvijaju ukupnu trajnu snagu od 2640 kW. Jednosatna vučna snaga lokomotive iznosi 3150 kW te je primjenjiva na rasponu brzine od 45 km/h do 93 km/h. Motori su raspoređeni neovisno jedan o drugom u tri okretna postolja s po dva motora i osovinskim rasporedom Bo'Bo'Bo'. Za pokretanje lokomotive i postizanje brzine motori mogu biti spojeni na tri načina. Prvi način jest serijski spoj svih šest motora u jednoj grani do brzine 25 km/h, zatim slijedi prebacivanje u serijsko-paralelni spoj dvije međusobno paralelno spojene grane s po tri motora u seriji do brzine 40 km/h te na kraju paralelni spoj tri grane s po dva motora za brzine veće od 40 km/h. Za kombinaciju triju spregova vučnih motora služe elektro-pneumatski sklopnici kojima se upravlja preko kontrolera u upravljačnici. Za upuštanje motora služe 33 otpornika koji se postepeno isključuju pomoću elektro-magnetskih sklopnika, također upravljani preko kontrolera. Hlađenje otpornika je zračno pomoću ventilatora koje pokreću trofazni elektromotori na izmjeničnu struju napona 280 V, dobivenu iz alternatorske skupine snage 60 kVA.
Lokomotive serije 1061 građene su za najveću brzinu od 120 km/h. Opremljene su ručnom, zračnom te elektrodinamičnom kočnicom čija kočna snaga iznosi 1550 kW. Sanduk lokomotive sastoji se od dvije polukabine koje je su u sredini međusobno spojene zglobnom napravom. U središnjem dijelu sanduka smješten je veliki odjeljak sa strojarnicom u kojoj su smještene razne zračne i električne naprave s pripadajućim strujnim krugovima za visoki i niski napon. Na svakom kraju lokomotive nalazi se upravljačnica gdje su smješteni uređaji za upravljanje lokomotivom i kočenje, razni mjerni instrumenti, tipkala, prekidači, kontrolna ploča i radio-dispečerski uređaj. Upravljačnice su međusobno povezane dvama bočnim hodnicima (podserija 1061.0), odnosno u slučaju podserije 1061.1 jednim središnjim hodnikom.

## Vanjski izgled lokomotiva
Lokomotive serije 1061 tijekom više od pet desetljeća službe doživjele su brojne promjene vanjskog izgleda. U početku je na lokomotivama primijenjeno standardno bojanje za električne lokomotive istosmjernog sustava napajanja u posjedu tadašnjih Jugoslavenskih željeznica. Krov lokomotive srebrne je boje, gornji dio sanduka obojan je u žuto, dok je donji dio sanduka tamnozelene boje. Čeoni dio sanduka u cijelosti je obojan u žuto, uz dodatak tri tamnozelene ukrasne trake, koje se na sredini spajaju u oblik tzv. brkova. Osnovni okvir lokomotive žute je boje, a postolja i odbojnici obojani su u crno.
Nakon osnutka Hrvatskih željeznica određena su nova službena bojanja pojedinih serija vučnih vozila. Za električne lokomotive serije HŽ 1061 utvrđeno je novo rješenje gdje su krov i gornji dio sanduka obojani u srebrno, dok je donji dio sanduka svjetloplave boje. Osnovni okvir lokomotive tamnoplave je boje, a postolja i odbojnici obojani su u crno.  Od sredine 1990-ih godina većina lokomotiva serije 1061 postupno će biti prebojana u novo službeno bojanje Hrvatskih željeznica te su u takvom izdanju vozile sve do povlačenja iz prometa krajem 2012. godine. Na tri jedinice je u sklopu velikog popravka izvedena rekonstrukcija sanduka, gdje je karakteristični izlomljeni prednji dio sanduka s tri prozora zamijenjen ravnim završetkom kabine s dva čeona stakla većih dimenzija. Osim po različitom obliku sanduka, rekonstruirane lokomotive razlikovale su se od ostatka flote po tome što je na bočnim stranama sanduka velikim plavim slovima bio otisnut redni broj vučne jedinice.
- Lokomotiva osnovne podserije SŽ 362-038 u izvornom bojanju s oznakama Slovenskih željeznica
- Lokomotiva osnovne podserije HŽ 1061 012 u standardnom bojanju Hrvatskih željeznica
- Modernizirana lokomotiva osnovne podserije HŽ 1061 016 s novim oblikom upravljačnice
- Lokomotiva druge podserije HŽ 1061 102 u standardnom bojanju Hrvatskih željeznica

## Stanje i razmještaj
Izvorno su u posjedu Hrvatskih željeznica bile 33 lokomotive serije HŽ 1061. Do kraja 2003. godine otpisano je ili prodano ukupno 11 lokomotiva. Nakon izmjene sustava električne vuče u prosincu 2012. sve preostale lokomotive povučene su iz aktivne službe.
Trenutno se u inventarskom parku HŽ Carga nalaze 22 neaktivne lokomotive serije HŽ 1061 koje čekaju na odluku o otpisu ili mogućoj prodaji.